# Meinardus Siderius Pols

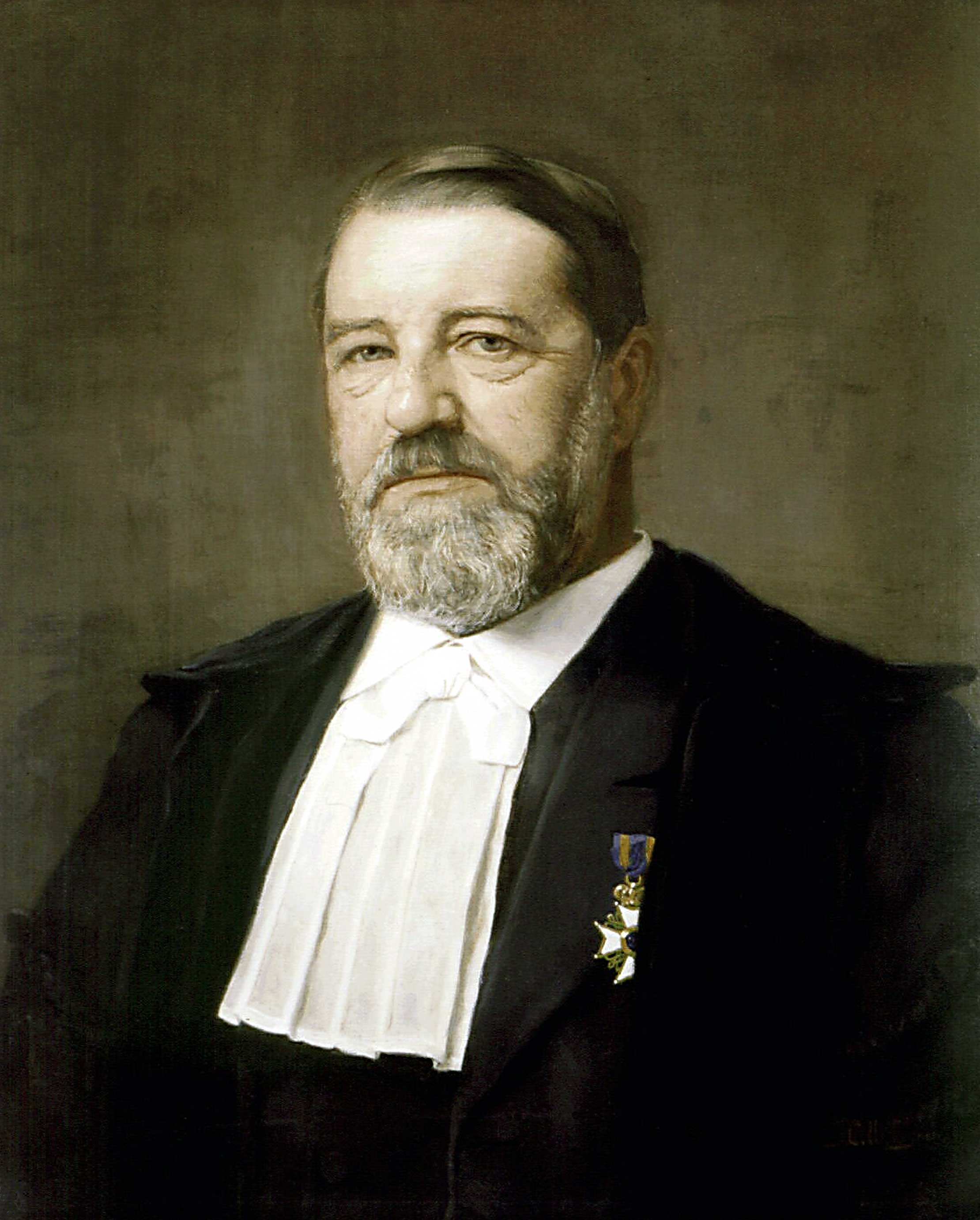
Meinardus Siderius Pols

Meinardus Siderius Pols (* 28. Oktober 1831 in Den Haag; † 28. Dezember 1897 in Utrecht) war ein niederländischer Rechtswissenschaftler.

## Leben
Meinardus Siderius war der Sohn des Postdirektors in Den Haag Jacques Pols (* 27. Oktober 1794 in Den Haag; † 2. März 1864 ebenda) und dessen erster Frau Jeannette Hermine Deketh (* 25. August 1802 in Den Haag; † 5. Oktober 1846 ebenda). Nach dem Besuch des Gymnasiums in Den Haag, bestand er 1849 in Haarlem seine Hochschulzulassung und immatrikulierte sich am 12. September 1849 an der Universität Leiden. Hier absolvierte er ein Rechtsstudium und promovierte am 1. Mai 1854 zum Doktor der Rechte. Danach arbeitete er als Anwalt in Den Haag, wobei er sich auf das Strafrecht spezialisierte. 1866 wurde er Aditeur am Militärgerichtshof in Den Haag und arbeitete von 1870 bis 1875 in der staatlichen Kommission zur Zusammenstellung des niederländischen Strafgesetzbuches mit.
1874 wechselte er als Steueranwalt an das Hohe Militärgericht in Utrecht und wurde am 27. Juli 1879 zum Professor für Strafrecht an die Universität Utrecht berufen. Diese Aufgabe trat er am 26. September 1879 mit der Einführungsrede Het bestaan, de ontwikkeling en de tegenwoordige toestand van het Nederlandsche strafrecht an. Am 6. Mai 1885 übernahm er zudem den Lehrstuhl für altniederländisches Recht und dessen Geschichte, welchen er bis zum 1. September 1887 bekleidete. In seiner Eigenschaft als Utrechter Hochschullehrer beteiligte er sich auch an den organisatorischen Aufgaben der Hochschule und war 1893/94 Rektor der Alma Mater.
Pols war 1876 Mitglied der historischen Gesellschaft in Utrecht, 1878 Mitglied der provinziellen Utrechtschen Gesellschaft der Wissenschaften und Künste und 1882 Mitglied der königlich niederländischen Akademie der Wissenschaften. Er wurde Ritter des Ordens vom niederländischen Löwen, Ritter zweiter Klasse des russischen Ordens der Heiligen Anna, Kommandeur der Ehrenlegion und 1888 Kommandeur des Ordens der Krone von Italien. 1897 wurde er auf eigenen Wunsch hin emeritiert und verstarb im gleichen Jahr.

## Werke (Auswahl)
- De openbaarheid des eigendoins en der zakelijke rechten. Academische proeve. Leiden, 1854
- Het Crimineel Wetboek voor het Krijgsvolk te Lande met eene toelichting. Den Haag, 1867, 1876
- Het Oordeel van Mr. M. H. Godefroi over de herziening der militaire strafwetgeving nader getoetst. Den Haag, 1870
- Het bestaan, de ontwikkeling en de tegenwoordige toestand van liet Nederlandsche Strafrecht. Redevoering ter aanvaarding van het hoogleeraarsamht aan de rijks-universiteij te Utrecht (26 September 1879). Utrecht, 1879
- De Wetboeken van Strafvordering en Strafrecht met de daarbij behoorende wetten en besluiten, voorafgegaan door de Wet op de Regterlijke Organisatie met verwijzing naar de tot elk artikel betrekkelijke bepalingen. Utrecht und Den Haag, 1886
- De Grondwet met verwijzing naar de tot elk artikel betrekkelijke wetsbepalingen en met andere toelichtende aanteekeningen. Utrecht und Den Haag, 1888
- Leiddraad bij .de voorlezingen over Strafrecjit en Strafvordering. Den Haag, 1890